# Carl von Otter (1881–1963)
Carl Gustaf von Otter, född 7 april 1881 i Vireda socken, död 7 februari 1963 i Uddeboö, Estuna församling, var en svensk militär och företagsledare.
Carl von Otter var son till godsägaren Axel Philip von Otter. Efter mogenhetsexamen i Jönköping 1900 blev han underlöjtnant vid Vendes artilleriregemente 1903, kapten 1916, major i armén 1926 och överste i armén 1935 samt överste i Fälttygkårens reserv 1943. År 1910–1919 tjänstgjorde han som arbetsofficer vid det av staten ägda Åkers krutbruk, och 1919–1941 var han dess styresman, med avbrott för åren 1927–1928, då han organiserade krutbruket The three Casteree Provinces Powder Factory i Mukden åt Zhang Zuolin. Han företog även ett flertal studieresor i Europa och Nordamerika. Von Otter blev ledamot av Krigsvetenskapsakademien 1926.
Carl von Otter och hans andra hustru Helga Maria von Otter (1892-1972) är jordfästa på Åkers kyrkogård.